# Simulium hengshanense
Simulium hengshanense är en tvåvingeart som beskrevs av Wen-Xuan Bi och Chen 2004. Simulium hengshanense ingår i släktet Simulium och familjen knott. Inga underarter finns listade i Catalogue of Life.